# Чурапча
Чурапча (рус. Чурапча́) мање је урбано насеље и административни центар Чурапчинског рејона у централном делу Јакутије. Насеље је смештено на обалама језера Чурапча, 177 км источно од Јакутску на савезном аутопута "Колима".
У насељу се налазе четири средње школе, једна спортска интернатска школа, гимназија, институт за физичку културу и спорт и бројне зграде културног и привредног садржаја.
Основа економије је пољопривреда (сточарство), а основни производи су месо и млечни производи, локалних индустријских предузећа.
Насеље има 9.277 становника (2013).

## Становништво
| 1959. | 1970. | 1979. | 1989. | 2002. | 2010. |
| ----- | ----- | ----- | ----- | ----- | ----- |
| 2.826 | 4.557 | 5.210 | 6.232 | 7.526 | [ 2 ] |